# Саду (река)
Са́ду (порт. Rio Sado) — река в Португалии, протекает по территории округов Сетубал и Бежа на юге страны. Длина реки — 175 км. Площадь водосборного бассейна — около 7650 км².
Река Саду — одна из главных рек в стране. Она берёт начало в Серра-да-Вижия, отроге Серра-де-Калдейран, на высоте около 230 м над уровнем моря. В верхней половине течёт преимущественно на север, в нижней — на северо-запад. Впадает в залив Сетубал Атлантического океана возле города Сетубал. В устье образует обширный эстуарий площадью около 100 км², отделённый от залива Сетубал песчаным баром. Река перегорожена плотинами в нескольких местах в основном с сельскохозяйственными целями, для снабжения водой растущих здесь сельскохозяйственных культур — риса, кукурузы и других злаков, а также овощей и фруктов.
Устье реки Саду известно средой обитания редкой разновидности дельфина, обитающего исключительно в этой области.
Река протекает по территории муниципалитетов:
- Орике
- Сантьягу-ду-Касен
- Грандола
- Феррейра-ду-Алентежу
- Алкасер-ду-Сал

На берегах реки расположены города и посёлки:
- Сетубал
- Алкасер-ду-Сал
- Алваладе
- Эрмидаш-Саду

## Притоки
- Правые притоки:
  - Маратека
  - Санту-Мартинью
  - Санта-Катарина-де-Ситимуш
  - Шаррама
  - Одивелаш
  - Фигуэйра
  - Рошу
  - Айвадуш
- Левые притоки:
  - Аркан
  - Грандола
  - Корона
  - Кампильяс